# Frost Anders Ersson
Frost Anders Ersson, född 2 november 1829 i Bergsjö församling, Gävleborgs län, död 23 januari 1907 i Mora församling, Kopparbergs län, var en svensk spelman.

## Biografi
Frost Anders Ersson föddes 1829 i Bergsjö utanför Hudiksvall och hade arbetat som klockreparatör. Han var gift med Sofia och när Zorn målade honom bodde han med hustrun på sin gård på Bogghed i Östnor. Hins Anders hade börjat spela fiol redan som ung och hans far Frost Erik Ersson var själv fiolspelman. Hins Anders var med när Karl XIV Johans sarkofag transporterades från Älvdalen till Gävle vintern 1856, en händelse som Karlfeldt skildrat i dikten "Karl Johan". Transporten skulle åtföljas av spelmän och Hins Anders deltog under färden mellan Älvdalen och Mora.
Tillsammans med sin bror Lars blev brödraparet ett känt spelmanslag men när Hins Anders blev religiös slutade han tvärt att spela och höll upp med det i 18 år.

Även kompositören Wilhelm Stenhammar fick möta Hins Anders på besök hos Zorn julen 1902. Stenhammar har berättat att han "en juldagsmorgon vaknade hos Zorn, och då satt Hins Anders på sängkanten och spelade dalpolskor för honom.. Hins Anders musik gav Stenhammar inspiration till orkesterverket Midvinter, komponerad 1907, där ledmotiven består av psalmen Den signade dag och Hins Anders musik, en polska och en gånglåt.
Hins Anders melodier blev nedskrivna av upptecknaren Nils Andersson som samlade dem i Svenska Låtar 1921.